# Renault 40CV
La sigla 40 CV indica una serie di autovetture di lusso prodotte in più modelli tra il 1911 ed il 1928 dalla Casa automobilistica francese Renault.

## Profilo

### Presentazione
Quando si parla di Renault 40 CV in senso generico, non si fa riferimento ad un preciso modello della Casa francese, bensì ad un'intera serie modelli accomunati tra loro principalmente dal fatto di rappresentare il vertice di gamma della Renault durante il secondo ed il terzo decennio del XX secolo. Sono esistiti infatti circa una ventina di modelli differenti durante i diciassette anni di produzione dell'intera famiglia 40 CV, modelli che si sono susseguiti a ritmo spesso frenetico, arrivando a sostituirsi a vicenda a volte anche a distanza di meno di un anno di produzione l'uno dall'altro. A volte gli aggiornamenti da un modello a quello che ne costituisce la naturale evoluzione sono minimi, un nuovo modello aveva sovente variazioni quasi impercettibili. Ma si viveva in un periodo della storia dell'automobile completamente differente rispetto a quello cui siamo abituati oggigiorno, e nel quale l'evoluzione da un modello all'altro era fatta anche di piccoli dettagli. Ma a volte, invece, le differenze tra due modelli contigui di 40 CV divenivano assai marcate. La denominazione 40 CV non deve trarre in inganno: non si tratta di modelli aventi tutti questo particolare livello di potenza massima. Il valore era infatti solo relativo alla potenza fiscale ed in realtà i valori effettivi potevano variare non di poco, anche se nella maggior parte dei casi risultano sconosciuti.

Di seguito viene proposta una cronologia dei vari modelli di 40CV che si sono succeduti nel corso degli anni.

### Le 40 CV pre-belliche
Le 40 CV prodotte prima dell'avvento della prima guerra mondiale sono state le dirette eredi della Type BH, rispetto alla quale peraltro presentavano solo alcuni aggiornamenti di dettaglio, mantenendone invariate pure le caratteristiche principali del propulsore.

#### La Type CG
La Type CG fu la prima delle 40 CV prodotte: venne presentata al Salone dell'automobile di Parigi del 1910, tenutosi tra il 2 ed il 18 dicembre. La commercializzazione, però, cominciò il mese successivo, e cioè a partire dal 19 gennaio del 1911. Le differenze con la precedente BH erano in realtà impercettibili e riguardavano il metodo di lubrificazione, che stavolta utilizzava una pompa interna al motore e non più azionata dal conducente, i rapporti del cambio e del ponte, ed infine le dimensioni dei tamburi. Il propulsore utilizzato era lo stesso 6 cilindri in linea da 7.536 cm³, ma in questo caso la potenza massima era stata limitata a 40 CV a 1.200 giri/min, in luogo dei 50 CV a 1000 giri/min della Type BH. Questo motore, anch'esso composto da tre blocchi bicilindrici affiancati, trasmetteva la coppia motrice alle ruote posteriori attraverso un albero a cardano, grazie al cambio a 4 marce, in un periodo storico in cui ancora molti costruttori insistevano sulla trasmissione a cinghia o a catena.

Al suo debutto, il telaio nudo della Type CG misurava 3,6 m di passo e veniva venduto a 21 000 franchi.

All'inizio del 1913, per gli ultimi mesi di produzione, la Type CG subì una sensibile riduzione di potenza, necessaria per soddisfare un decreto legislativo emanato dal governo francese il 15 dicembre del 1912. La potenza scese quindi a 31 CV, mentre il propulsore così aggiornamento passò dalla struttura a tre bicilindrici a quella a due tricilindrici, che sarebbe stata mantenuta anche nel modello successivo. L'aggiornamento avvenne in concomitanza con un allungamento dell'interasse, passato a 3,92 metri.

Per dare comunque un'idea di che sorta di lignaggio e caratura fosse la Type CG, basti pensare che tra le sue concorrenti andava inclusa prima di tutto la Rolls-Royce Silver Ghost, che era anche la più simile per caratteristiche costruttive, pur presentando comunque anche non poche differenze. La produzione della CG terminò a metà del 1913 con 52 esemplari realizzati.

#### La Type DT
Il 25 luglio del 1913, la Renault presentò la Type DT, naturale evoluzione della Type CG. Le differenze, in questo caso, comprendevano alcuni dettagli meccanici, come i rapporti del cambio (sempre a 4 marce) ed al ponte, le dimensioni dei tamburi dei freni e l'accensione, che utilizzava un magnete ad alta tensione ad armature rotanti, evoluzione della semplice accensione a magnete utilizzata nei modelli precedenti. In questo modello, il motore da 7,5 litri manteneva la struttura a due tricilindrici, le cui misure di alesaggio e corsa (100x160 mm) erano immutate, lasciando così immutato anche il valore di cilindrata totale. Questo motore erogava solamente 31 CV a 1.200 giri/min, così come del resto anche gli ultimi esemplari della stessa CG. La velocità massima sfiorava i 110 km/h.

Le dimensioni della DT ricalcavano quelle delle ultime CG prodotte: il passo era quindi di 3.92 m. La commercializzazione della DT non durò che pochi mesi: nel febbraio del 1914, infatti, essa venne tolta dal mercato, dopo essere stata prodotta in 21 esemplari.

#### La Type ES
Infatti, in quel febbraio del 1914, e precisamente il giorno 21, venne messa in commercio una versione aggiornata, denominata Type ES.

La ES differiva dalla DT per i rapporti del cambio e per quello al ponte, ma anche per l'adozione di un nuovo carburatore e per il volante regolabile in inclinazione, una vera chicca per l'epoca.

Tra le altre differenze va citato il nuovo schema delle sospensioni posteriori, che utilizzavano balestre semiellittiche in luogo di quelle a tre quarti utilizzate fino a quel momento.

Per il resto, la vettura era analoga alla DT (trasmissione a cardano, motore 6 cilindri in linea da 7539 cm³, potenza fiscale di 31 CV, ecc).

Esternamente la ES si riconosceva dalla DT per il passo ridotto da 3,92 a 3,743 m: il prezzo del telaio nudo, che da solo pesava circa 1400 kg, era di 22.500 franchi.

La ES fu il modello della famiglia 40CV che dovette attraversare le avversità della prima guerra mondiale: per questo motivo, nonostante i suoi quattro anni di produzione (dal 1914 al 1918), venne prodotta in soli 45 esemplari.

### Il secondo periodo della 40 CV

#### La Type HD
La Type HD viene introdotta il 9 maggio 1919: si tratta della prima 40 CV prodotta dopo la fine della prima guerra mondiale: in realtà le novità rispetto alla ES erano pochissime, poiché la situazione economica globale dopo il conflitto era tutt'altro che rosea, a causa dell'inflazione galoppante e della scarsità di materie prime. Si scelse quindi di riproporre, almeno inizialmente una riedizione lievemente aggiornata del modello ES, rispetto al quale la HD si differenziava essenzialmente per il rapporto finale al ponte, per la gommatura differente e per un inedito dispositivo elettrico di avviamento. Il motore è sempre lo stesso. Le prestazioni sono simili, anche se non identiche, proprio a causa del differente rapporto al ponte.

La HD verrà prodotta fino al mese di agosto del 1920 in 72 esemplari.

#### La Type HF
Il 14 agosto del 1920, la Casa francese presenta la Type HF, destinata a sostituire la HD, rispetto alla quale, stavolta, presenta notevoli differenze, soprattutto dal punto di vista meccanico.

Dopo anni, infatti, cambia il motore, la cui cilindrata, stavolta raggiunge ben 9120 cm³, grazie alla consistente rialesatura del vecchio 7,5 litri. La potenza massima (reale) raggiungeva così 100 CV. Vanno inoltre segnalate altre novità, come un nuovo carburatore a gestione automatica ed il nuovo schema del retrotreno, che prevede due molle cantilever a balestra oblique. Aumenta considerevolmente la massa del telaio nudo, che passa da 1.450 a 1.680 kg, ma con il potenziamento del motore, la velocità della vettura oltrepassava il limite (all'epoca non indifferente) dei 100 km/h.

La HF è stata prodotta fino al maggio del 1921 in 35 esemplari.

#### I modelli IR e JP

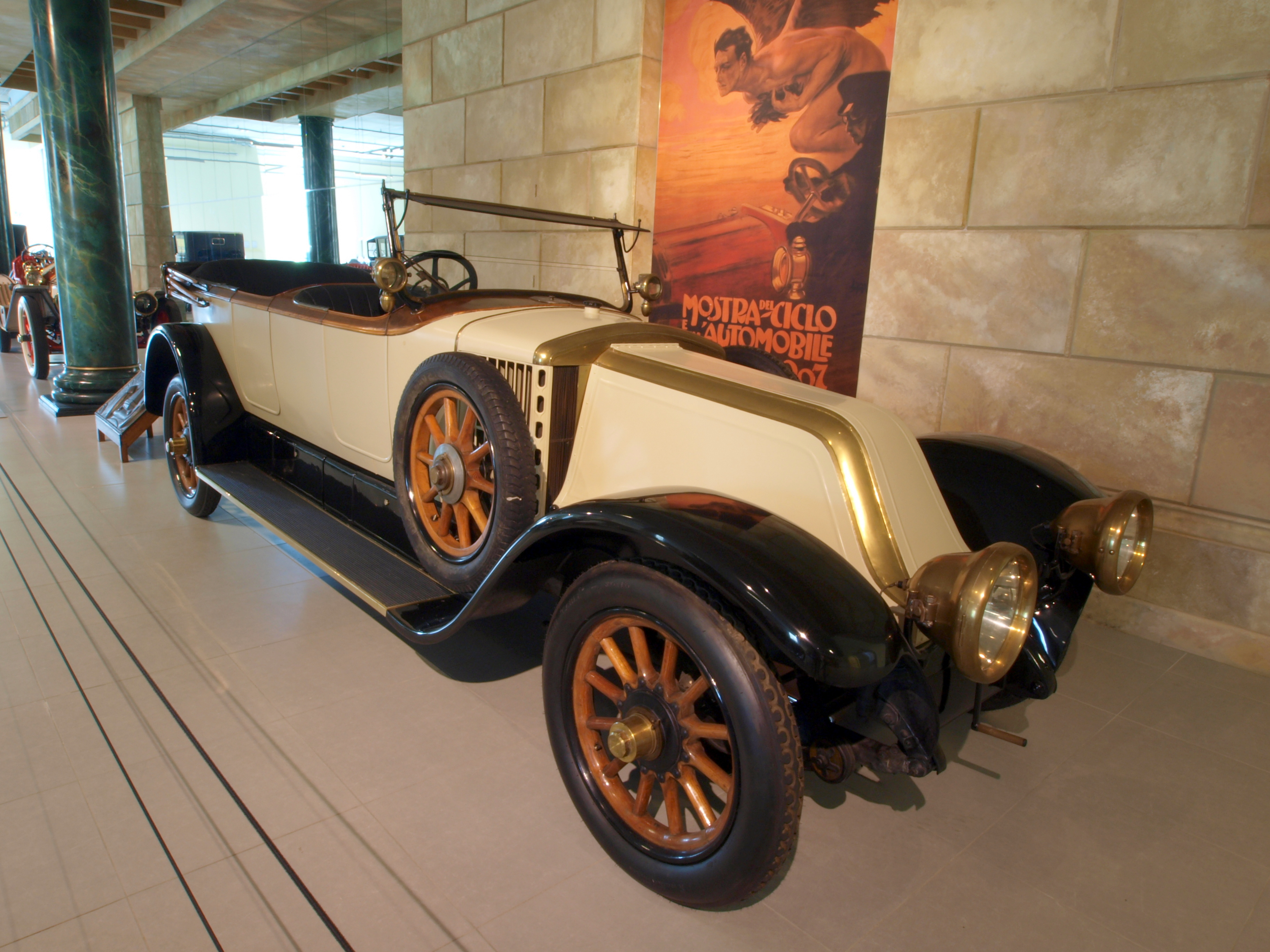
Una Type JP torpedo

La Type IR fu presentata il 3 maggio del 1921: anche in questo caso, le modifiche rispetto alla HF erano minime e riguardavano unicamente i rapporti della trasmissione e la taratura dei freni. È stata anche la 40 CV prodotta per meno tempo:  solo tre mesi di commercializzazione. Il numero di esemplari fu estremamente esiguo, solo sette esemplari, ma a rendere ancora più misero tale dato, c'è il fatto che esso comprende anche i successivi modelli IR1 ed IR2.

Il 4 agosto dello stesso anno, infatti, venne introdotta la Type JP, che possedeva anch'essa delle novità riguardanti la trasmissione, ma non solo: per quanto riguardava quest'ultimo aspetto, la JP montava un nuovo albero di trasmissione inserito in un tubo coassiale. Inoltre, erano presenti ruote di diametro inferiore, mentre il sistema frenante era sulle ruote posteriori, ma a richiesta poteva essere esteso anche all'avantreno. È esistita in due versioni, denominate Grand Tourisme e Sport, caratterizzate rispettivamente dalle due differenti misure di passo, pari a 3,99 e 3,8 m. Mentre il motore della Grand Tourisme era in pratica lo stesso della IR e della HF, quello della Sport era accreditato di 130 CV. Queste erano le caratteristiche annunciate dalla stampa dell'epoca, che mostrava le foto di entrambe le versioni ed i relativi prezzi di listino. In realtà, però, vi sono sempre stati dei dubbi inoltrati dagli storici dell'automobile, inerenti alla stessa esistenza di una JP Sport. Tali misteri non sono mai stati chiariti.

In ogni caso, la stampa specializzata dell'epoca dichiarava per la Grand Tourisme una velocità massima di circa 115–120 km/h, mentre per la Sport si dichiarava invece una velocità massima di 130 km/h.

La Type JP fu prodotta fino all'aprile del 1922 in 35 esemplari.

#### I modelli IR1 ed IR2
L'11 aprile del 1922, vennero introdotte la IR1 e la IR2, che differivano dalla JP per montare (tra le prime in assoluto) il sistema frenante su tutte e quattro le ruote, sistema di tipo idraulico e sempre costituito da tamburi. In realtà, era il freno a mano ad agire sulle quattro ruote, mentre il freno a pedale agiva ancora sull'albero di trasmissione, ma anche sui tamburi posteriori. Come si può notare, la Casa francese andò avanti ad innovazioni solo in alcuni dettagli meno visibili o solitamente meno celebrati, come in questo caso il sistema frenante. Si era pertanto lontani dal clamore suscitato nello stesso periodo dall'avvento della Lancia Lambda, decisamente più innovativa e risalente ad appena qualche mese dopo. Contemporaneamente alla IR1 fu introdotta anche la IR2, che differiva dalla prima nuovamente per il sistema frenante, il cui comando a pedale, stavolta, agiva solo sull'albero di trasmissione. La produzione dei modelli IR1 ed IR2 terminò nella seconda metà del 1923.

#### I modelli JD e JV
Le IR1 ed IR2 non furono gli unici due modelli della famiglia 40 CV ad essere lanciati il giorno 11 aprile 1922: ve ne furono infatti altri due che condivisero l'alto di gamma Renault tra il 1922 ed il 1923. Questi modelli furono la JD e la JV. Nella prima, la più grossa novità fu l'abbandono del cambio a 4 marce in favore di uno a sole tre, una strana decisione. Un'altra differenza, meno visibile, stava nel freno a mano che agiva sulle quattro ruote, mentre quello a pedale solo sulle ruote posteriori, ma in questo caso non più sull'albero di trasmissione. Per il resto, le caratteristiche rimasero le stesse dei modelli che l'avevano preceduta, primi fra tutti la IR e la JP. La produzione terminò nel novembre 1922 dopo essere stata costruita in appena due esemplari.

Il quarto modello lanciato nell'aprile del 1922 fu la JV, le cui differenze con i modelli precedenti stavano nuovamente nelle caratteristiche dell'impianto frenante, il quale stavolta era dotato (per la prima volta nella storia della Casa francese), di un servofreno. Un'altra significativa differenza, sempre per quanto riguardava il sistema frenante, stava nel fatto che la JV fu l'unica dei quattro modelli introdotti nell'aprile 1922 a prevedere il freno a pedale sulle quattro ruote (e, come abbiamo già visto, servoassisitito), mentre il freno a mano tornò ad agire solo sulle ruote posteriori. Inoltre, al contrario della JD, il cambio era nuovamente a 4 marce. La produzione della JV terminò nel novembre 1923, dopo essere stata costruita in 42 esemplari.

#### La Type JV1
Presentata a Parigi nel novembre 1922, la JV1 andò principalmente a sostituire la JD, uscita dal listino Renault poco tempo prima, e ad affiancare gli altri tre modelli visti in precedenza.

Rispetto a questi (e a tutte le altre 40 CV precedenti), la JV1 differiva innanzitutto nel telaio, modificato nella parte posteriore per meglio ospitare il classico retrotreno a balestre cantilever, e per montare due radiatori anziché uno, ma sempre nella parte posteriore del cofano motore. Quest'ultimo venne leggermente ridisegnato, pur rimanendo fedele alla tradizione della Casa di Billancourt, perciò le differenze in questo caso erano poco visibili, ma la vettura risultava a conti fatti più profilata. Venne anche rivista la disposizione della strumentazione interna.

Il motore della JV1 era lo stesso dei modelli precedenti, vale a dire il 6 cilindri da 9120 cm³, ma rivisto in maniera tale da portare la potenza fiscale a 42 CV, un valore che verrà conservato fino alla fine della dinastia delle 40CV. Quanto alla potenza reale del motore, essa si aggirava intorno ai 150 CV (alcune fonti ne dichiarano 149, per la precisione). Vi furono anche aggiornamenti allo sterzo, ai rapporti del cambio ed allo stesso servofreno, leggermente differente da quello montato sulla JV.

La produzione della JV1 si protrasse per un anno, durante il quale vennero totalizzati 148 esemplari.

#### La MC e la MC1
Commercializzata a partire dall'8 novembre 1923, la MC fu introdotta in risposta alla Hispano-Suiza H6, un nuovo modello della Casa franco-spagnola che in quel periodo stava mettendo in ombra il mito del lussuoso modello Renault. Le maggiori differenze con i modelli uscenti (ossia la IR1, la IR2, la JV e la JV1) stavano nell'adozione di un nuovo carburatore a 4 polverizzatori e di un nuovo servofreno, fatto quest'ultimo che costrinse anche alla rivisitazione del ponte posteriore. Fu proposta in due varianti di passo, normale (3,801 metri) e lungo (3,994 metri) e nell'arco della sua produzione, protrattasi fino al novembre del 1924, fu prodotta in 169 esemplari. Di questi, sei furono realizzati inizialmente come esemplari di pre-serie per la presentazione al Salone di Parigi, dove la MC debuttò. La vettura piacque anche alla stampa per le sue doti prestazionali, per la precisione dello sterzo e per la sua reattività.

La MC venne sostituita il 20 novembre 1924 dalla MC1, per la quale vi fu un ritorno al vecchio servofreno della JV1 e vi furono alcuni aggiornamenti al carburatore, ottimizzato mediante un nuovo sistema di portata d'aria. La MC1 fu prodotta fino al mese di marzo del 1926 in 236 esemplari. Alcune fonti tendono ad unificare la produzione dei modelli MC ed MC1, riportando quindi il totale di 405 esemplari per i due modelli.

#### La Type NM

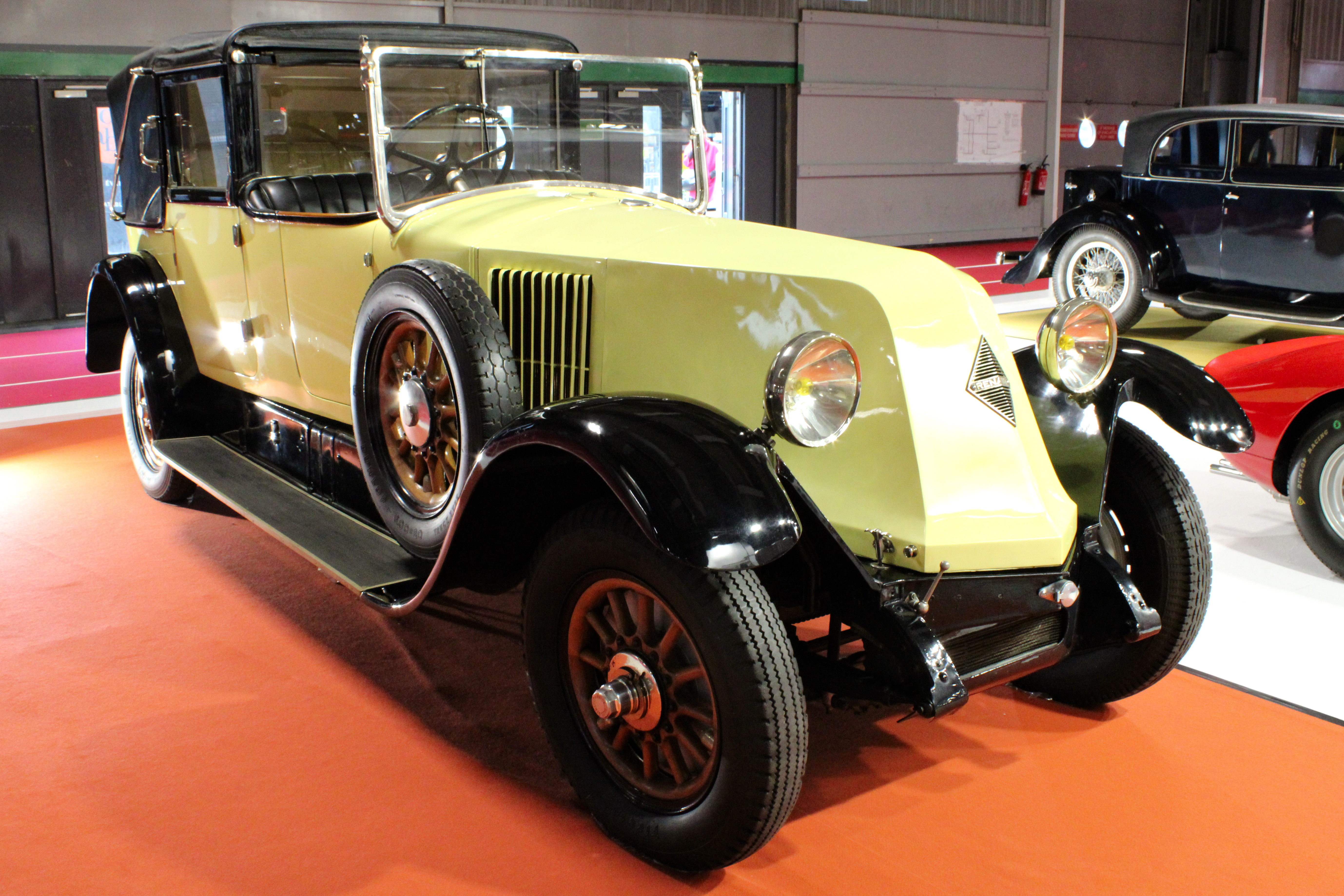
Una delle primissime NM, qui con carrozzeria coupé de ville

Per il nuovo modello della famiglia della 40 CV, due esemplari di pre-serie vennero approntati per i test definitivi. La NM, questa la sigla del nuovo modello, fu presentata al Salone di Parigi del 1925, ma la sua commercializzazione non fu avviata che il 28 gennaio 1925. In questo nuovo modello, l'ultimo della lunga saga della 40 CV, si ritornò nuovamente al cambio a 3 marce, ma non solo: vi furono infatti altre novità di rilievo, come l'arrivo della frizione monodisco che sostituì quella a cono, presente fino a quel momento su tutte le 40 CV. Tra le altre novità va segnalato l'utilizzo dell'alluminio per alcune componenti della scocca e la presenza di un radiatore dell'olio sotto l'estremità anteriore del vano motore. Proprio quest'ultima novità derivava da un progetto che la Casa francese aveva in mente durante la messa a punto della NM di serie, vale a dire un suo possibile impiego a Montlhéry, il nuovo circuito francese inaugurato nel 1924 ed utilizzato molto intensamente in quegli anni per stabilire record di velocità e di durata.

La NM volle quindi proporsi come modello dalle velleità sportiveggianti, pertanto per chi voleva una 40 CV più classica, si decise di mantenere in vendita anche la precedente MC1, che perciò non venne pensionata con l'arrivo del nuovo modello.

Il motore della NM era lo stesso inaugurato poco più di due anni prima con l'arrivo della JV1, vale a dire il 6 cilindri da 9,1 litri e 149 CV di potenza massima, in grado di spingere l'imponente vettura a velocità massime nell'ordine dei 120 km/h (ma che come sempre, in questi casi, potevano subire variazioni anche significative tra un esemplare e l'altro, a seconda del tipo di carrozzeria con cui i telai nudi venivano "vestiti").

Nel marzo 1926, la MC1 venne tolta di produzione e la NM rimase la sola 40 CV a listino e tra l'altro le sue vendite cominciarono a scendere, poiché la potenziale clientela cominciò ad orientarsi su vetture più moderne. È da considerare infatti che a quel punto la dinastia delle 40 CV esisteva ormai da 15 anni e che quindi era decisamente datata come progettazione, nonostante l'exploit sportivo della NM a Monthléry. Pertanto, al Salone di Parigi del 1926, la NM venne rinnovata, dando luogo quindi alla seconda serie. In questa nuova edizione, la NM venne proposta con un nuovo telaio a passo allungato da 3,801 a 3,871 metri.  Inoltre, venne nuovamente rivisitato il ponte posteriore, stavolta provvisto anche di una molla a balestra trasversale; tale aggiornamento fu dovuto alla presenza di un nuovo servofreno. Con la nuova NM, le vendite tornarono a salire, ma fu evidente che ormai era necessario pensare ad un'erede completamente nuova in tutto e progettata a partire da zero.

Fu così che nella seconda metà del 1928, la NM venne tolta di produzione per essere sostituita dalla nuova Reinastella. Della NM vennero realizzati 147 esemplari in totale.

### Altre 40 CV
Sono esistite anche alcune 40 CV un po' speciali, delle quali ve ne sono state anche di fantomatiche e sconosciute anche ai più esperti perché si sa molto poco a proposito di esse.

Eccone una breve descrizione:
- Type FI: è stata forse la 40 CV più misteriosa dell'intera famiglia: non si hanno neppure notizie precise che confermino la sua stessa esistenza, ma alcune fonti francesi la menzionano, dichiarando che è stata prodotta in pieno periodo bellico, tra il 1916 ed il 1918. Si ipotizza anche che sia stata una vettura particolare, prodotta solo per alcune destinazioni commerciali di tipo bellico. In tal caso, si ipotizza inoltre che si tratti in realtà di una Type ES con alcuni aggiornamenti volti alla causa bellica.
- Type GX: si tratta di un prototipo sperimentale presentato il 10 novembre 1920. Era equipaggiato con il motore da 7.5 litri della HD, ma montava anche alcune soluzioni tecniche sperimentate dallo stesso Louis Renault, specie per quanto riguardava il telaio. La vettura montava anche degli enormi freni a tamburo da 450 mm di diametro.
- Type HU: presentata il 6 gennaio 1921, la HU era un altro prototipo sperimentale che stavolta montava il nuovo motore da 9,1 litri, aggiornato però con l'allora modernissima distribuzione a valvole in testa. Secondo alcune voci, questa era la vettura personale di Louis Renault.
- Type KO: anche questa fu una vettura misteriosa, della quale si sa pochissimo, ma che sicuramente è esistita. L'ipotesi più accreditata ancor oggi è che si trattava di una pre-serie prima del lancio vero e proprio del modello MC. Si sa che veniva considerata una variante sportiva della MC, realizzata su chassis a passo normale (3,801 metri di lunghezza) e si ipotizza inoltre che l'esemplare di MC provato dal giornale francese L'Auto nel 1923 sia stata in realtà una KO, così come si ipotizza che pure le prime MC1 di pre-serie, approntate per il Salone di Parigi del 1924, fossero in realtà delle KO aggiornate.

### Attività sportiva
Nonostante la loro vocazione tutt'altro che agonistica, i modelli della famiglia 40CV sono stati anche impiegati in alcune gare ed eventi sportivi, talvolta con risultati addirittura soddisfacenti.

Degni di nota sono stati principalmente due eventi: all'inizio del 1925, una 40CV riuscì a vincere il Rally di Montecarlo. Tale esemplare era una limousine carrozzata da Weymann.

L'altro grande evento in cui una 40 CV seppe distinguersi si ebbe l'11 maggio del 1925, quando una NM completamente spoglia di parabrezza e parafanghi riuscì ad infrangere diversi record di velocità, e precisamente:
- record dei 500 km/h a 169,885 km/h di media;
- record delle 500 miglia a 166,805 km/h di media;
- delle tre ore a 169,952 km/h di media;
- delle sei ore a 157,566 di media.

Neanche un mese dopo, il 4 giugno, vennero battuti anche il record delle 24 ore (a 141,039 km/h di media), delle 12 ore, dei 1000 km, dei 2000 km, dei 2500 km e delle 1500 miglia.

Ed ancora altri record furono stabiliti nel 1926, sempre da un NM. Tra questi vanno ricordati:
- il record dei 100 km a 188,874 km/h di media;
- il record dei 500 km/h a 178 km/h di media;
- il record delle 24 ore a 173,649 km/h di media.

Grazie a tanti e tali risultati, l'impresa della NM rimarrà sempre la più celebrata per quanto riguarda l'attività agonistica dei modelli della famiglia 40 CV.